# Schelpenmuseum Zaamslag
Het Schelpenmuseum is een privaat museum in Zaamslag, Zeeuws-Vlaanderen. De collectie bestaat uit de privéverzameling van de amateurarcheoloog Gerrit Johan de Zeeuw en is gevestigd aan Plein 3 te Zaamslag.

## Collecties
Het museum bestaat uit twee delen: het gedeelte zeebiologische flora en fauna, en het gedeelte bodemvondsten.
Het zeebiologische gedeelte staat bekend om zijn grote verscheidenheid. Een van de topstukken bestaat uit het skelet van een butskop, gevangen in 1758 als 'het monster van het Hellegat'. De verzameling schelpen omvat enige duizenden schelpen.
Het gedeelte bodemvondsten beslaat de geschiedenis van het dorp Zaamslag. Men vindt er vondsten van onder andere het kasteel De Torenberg, de Commanderij van Zaamslag, het Hospitaal van Zaamslag, en natuurlijk van de dorpskern zelf. Ook hier is een grote verscheidenheid kenmerkend, en zijn vondsten te vinden van vele eeuwen en vele gebouwen. De periode bestrijkt ongeveer de vroegste sporen van het dorp (Romeins, vroegmiddeleeuws) tot de 18e en 19e eeuw.